# Friedemann Adolph Goebel
Friedemann Adolph Goebel (russ. Адольф Фридеманович Гебель, * 17. April 1826 in Jena; † 9. Januarjul. / 21. Januar 1895greg. in Sankt Petersburg) war ein deutscher Geologe. Er war der Sohn des Chemikers Carl Christoph Göbel.
Friedemann Adolph Goebel promovierte zum Dr. phil. und wurde 1851 Laborant des chemischen Kabinetts der Universität Dorpat. Er unternahm wissenschaftliche Exkursionen in die Ostseeprovinzen. 1857 war er als Geologe beteiligt an der Expedition nach Kharassan im Süden Kasachstans.
Er untersuchte die Naphtha-Bezirke am Kaspischen Meer. Er forschte über essbare Erde und über Meteoriten.
Goebel war Mitglied der kaiserlichen Akademie der Wissenschaften in Sankt Petersburg. In den Jahren 1857 bis 1866 war er Direktor der Mineralogischen Museum der Kaiserlichen Akademie der Wissenschaften.

## Veröffentlichungen
- Ueber den heilsamen Meeresschlamm an den Küsten der Insel Oesel, nebst Untersuchungen über die graue und gelbe Färbung in den Dolomiten und Kalksteinen der obern Silurischen Gesteingruppe Liv- und Ehstlands : eine Abhandlung zur Erlangung der Magister-Würde; Dorpat, 1854[2]
- Untersuchung des Carnallits von Maman in Persien und über die wahre Ursache der rothen Färbung mancher natürlichen Salze; St. Petersburg, 1865